# Жабаре (Топола)
Жабаре је насеље у Србији у општини Топола у Шумадијском округу. Према попису из 2022. има 764 становника (према попису из 2011. било је 853 становника).
Овде се налазе Црква Светог Преображења у Жабарима и Запис Весића храст (Жабаре).

## Демографија
У насељу Жабаре живи 845 пунолетних становника, а просечна старост становништва износи 43,3 година (42,3 код мушкараца и 44,4 код жена). У насељу има 301 домаћинство, а просечан број чланова по домаћинству је 3,38.
Ово насеље је великим делом насељено Србима (према попису из 2002. године), а у последња три пописа, примећен је пад у броју становника.
|  |

| Демографија | Демографија | Демографија |
| Година      | Становника  | Становника  |
| ----------- | ----------- | ----------- |
| 1948.       | 1.650       |             |
| 1953.       | 1.648       |             |
| 1961.       | 1.560       |             |
| 1971.       | 1.512       |             |
| 1981.       | 1.487       |             |
| 1991.       | 1.180       | 1.143       |
| 2002.       | 1.016       | 1.053       |
| 2011.       | 853         |             |
| 2022.       | 764         |             |

| Етнички састав према попису из 2002.‍ | Етнички састав према попису из 2002.‍ | Етнички састав према попису из 2002.‍ | Етнички састав према попису из 2002.‍ | Етнички састав према попису из 2002.‍ |
| ------------------------------------ | ------------------------------------ | ------------------------------------ | ------------------------------------ | ------------------------------------ |
|                                      |                                      |                                      |                                      |                                      |
| Срби                                 | Срби                                 |                                      | 1.006                                | 99,01%                               |
| Црногорци                            | Црногорци                            |                                      | 3                                    | 0,29%                                |
| Македонци                            | Македонци                            |                                      | 1                                    | 0,09%                                |
| Југословени                          | Југословени                          |                                      | 1                                    | 0,09%                                |
| непознато                            | непознато                            |                                      | 2                                    | 0,19%                                |

| Година пописа     | 1948. | 1953. | 1961. | 1971. | 1981. | 1991. | 2002. |
| ----------------- | ----- | ----- | ----- | ----- | ----- | ----- | ----- |
| Број домаћинстава | 374   | 371   | 383   | 397   | 399   | 326   | 301   |

| Број чланова      | 1  | 2  | 3  | 4  | 5  | 6  | 7  | 8 | 9 | 10 и више | Просек |
| ----------------- | -- | -- | -- | -- | -- | -- | -- | - | - | --------- | ------ |
| Број домаћинстава | 55 | 60 | 52 | 53 | 34 | 33 | 11 | 1 | 1 | 1         | 3,38   |

| Пол    | Укупно | Неожењен/Неудата | Ожењен/Удата | Удовац/Удовица | Разведен/Разведена | Непознато |
| ------ | ------ | ---------------- | ------------ | -------------- | ------------------ | --------- |
| Мушки  | 434    | 109              | 278          | 27             | 15                 | 5         |
| Женски | 441    | 77               | 277          | 81             | 3                  | 3         |
| УКУПНО | 875    | 186              | 555          | 108            | 18                 | 8         |

| Пол    | Укупно                    | Пољопривреда, лов и шумарство | Рибарство                            | Вађење руде и камена | Прерађивачка индустрија       |
| ------ | ------------------------- | ----------------------------- | ------------------------------------ | -------------------- | ----------------------------- |
| Мушки  | 256                       | 148                           | 0                                    | 6                    | 45                            |
| Женски | 150                       | 65                            | 0                                    | 1                    | 44                            |
| УКУПНО | 406                       | 213                           | 0                                    | 7                    | 89                            |
| Пол    | Производња и снабдевање   | Грађевинарство                | Трговина                             | Хотели и ресторани   | Саобраћај, складиштење и везе |
| Мушки  | 2                         | 8                             | 21                                   | 3                    | 6                             |
| Женски | 1                         | 0                             | 13                                   | 3                    | 1                             |
| УКУПНО | 3                         | 8                             | 34                                   | 6                    | 7                             |
| Пол    | Финансијско посредовање   | Некретнине                    | Државна управа и одбрана             | Образовање           | Здравствени и социјални рад   |
| Мушки  | 0                         | 0                             | 2                                    | 1                    | 1                             |
| Женски | 3                         | 2                             | 3                                    | 6                    | 2                             |
| УКУПНО | 3                         | 2                             | 5                                    | 7                    | 3                             |
| Пол    | Остале услужне активности | Приватна домаћинства          | Екстериторијалне организације и тела | Непознато            | Непознато                     |
| Мушки  | 7                         | 0                             | 0                                    | 6                    | 6                             |
| Женски | 5                         | 0                             | 0                                    | 1                    | 1                             |
| УКУПНО | 12                        | 0                             | 0                                    | 7                    | 7                             |